# Autoscatto del macaco

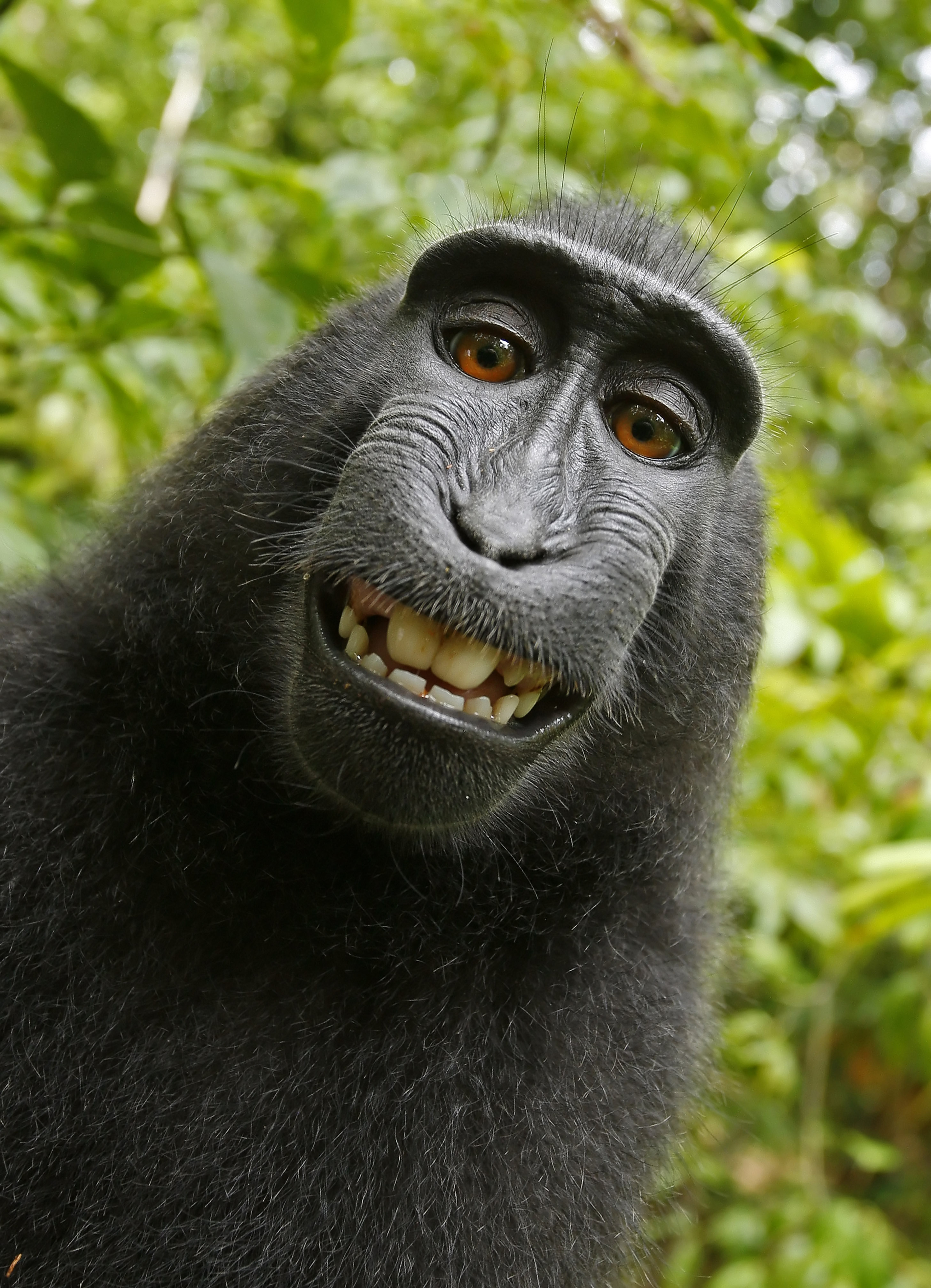
Uno dei selfie scattati dal macaco

L'autoscatto del macaco è il nome con cui è nota una serie di autoscatti (selfie) scattati da un macaco della specie Macaca nigra usando le apparecchiature di un fotografo naturalista britannico, David Slater.
L'importanza della vicenda non riguarda tanto la fotografia in sé, quanto le discussioni sul diritto d'autore e le vicende giudiziarie successive alla diffusione delle immagini, che sono state considerate di pubblico dominio. Le immagini vennero infatti caricate sui server di Wikimedia Commons a metà 2014, generando una discussione riguardo al copyright su opere d'arte prodotte da animali non umani. La rivendicazione del copyright da parte di Slater è stata contestata da diversi studiosi e associazioni, in base al fatto che esso è detenuto dal creatore e che ogni creatore non umano (in questo caso il macaco), non essendo una personalità giuridica, non può essere soggetto alla legge sul diritto d'autore statunitense.

## Vicenda
Nel 2011 il fotografo David Slater, durante un viaggio in Indonesia per un servizio fotografico sui macachi cinopitechi (Macaca nigra), decise di lasciare la propria macchina fotografica su un treppiedi lasciando il comando a distanza dello scatto inserito, a disposizione dei macachi. Una femmina schiacciò più volte il dispositivo scattando diverse fotografie: molte risultarono non utilizzabili, ma alcune presentavano invece chiare inquadrature del macaco, che Slater distribuì chiamandole "autoscatto del macaco". Il fotografo vendette le foto all'agenzia di stampa Caters, rivendicandone il copyright sul presupposto di aver manipolato le fotografie e di aver pertanto avuto "l'idea di lasciare i macachi giocare con la macchina fotografica, sapendo che sarebbe stato verosimile che le scimmie lo avrebbero fatto e prevedendo che alla fine avrebbero fatto degli scatti".

## Discussioni sul diritto d'autore

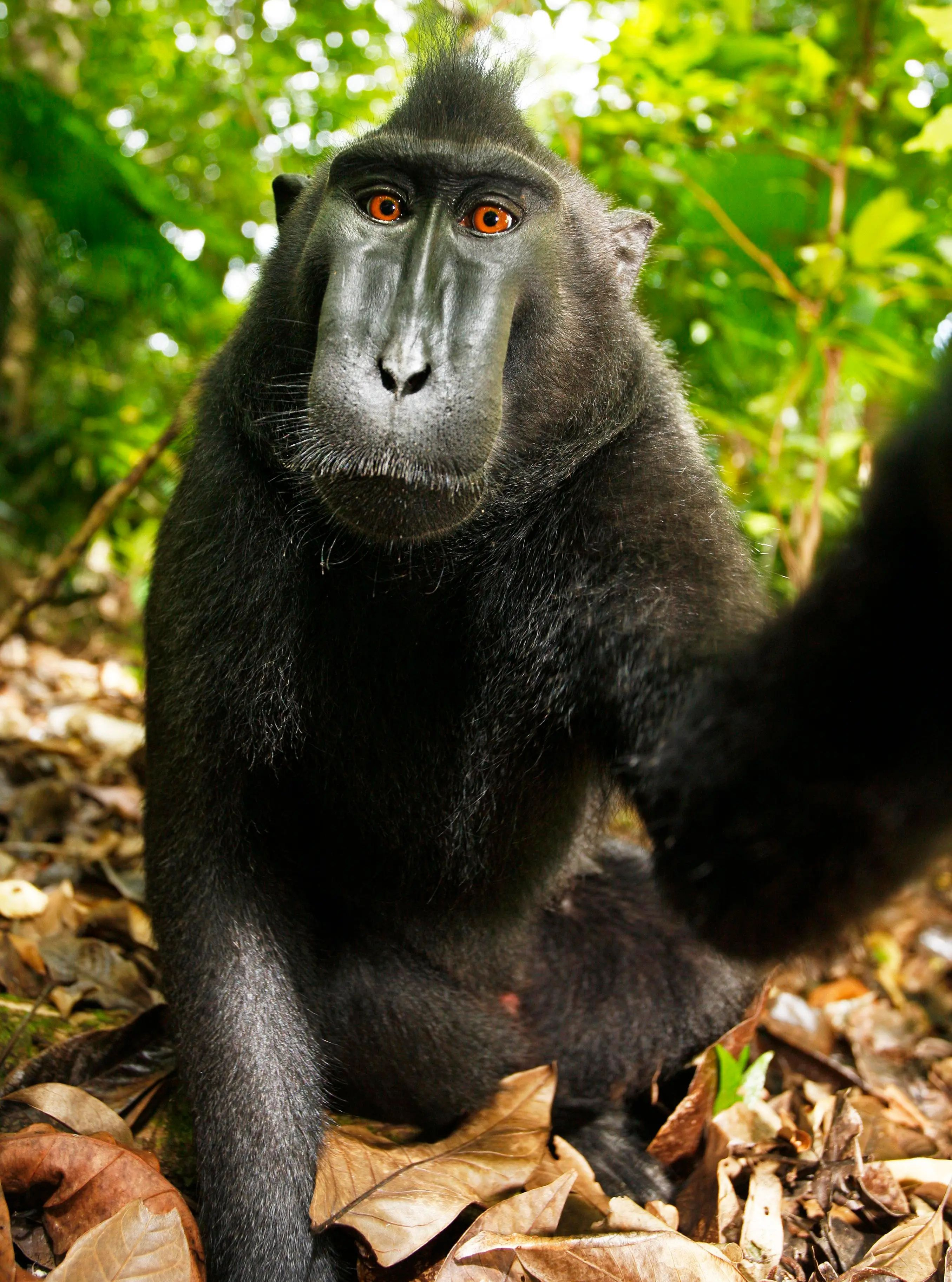
L'altra immagine contestata

Le prime discussioni sul diritto d'autore rivendicato dal fotografo Slater iniziarono sul blog economic-giuridico Techdirt.com, che sosteneva che la fotografia fosse nel pubblico dominio perché la scimmia, non possedendo la personalità giuridica, non era in grado di detenere il diritto d'autore; dall'altro lato si evidenziava che neppure il fotografo Slater possedeva il copyright della foto, perché appunto non era stato coinvolto nell'evento creativo (scatto della fotografia), da lui non voluto.
In seguito, l'agenzia di stampa Caters richiese a Techdirt.com la rimozione della foto, adducendo la mancanza di licenza d'uso della stessa. Dopo la risposta dell'autore del blog Mike Masnick, il rappresentante di Caters sostenne che Masnick aveva "palesemente" riutilizzato le fotografie trovate da qualche altra parte (presumibilmente sul sito del Daily Mail), rinnovando la richiesta di rimozione delle immagini, rimarcando che, a prescindere dalla questione su chi abbia o non abbia i diritti d'autore, era chiaro al 100% che il proprietario del copyright non era Masnick. Peraltro, anche se le immagini fossero state soggette al diritto d'autore, la legge statunitense sul copyright avrebbe comunque consentito l'uso delle stesse su Techdirt.com in base al principio del fair use.
Le fotografie vennero successivamente caricate nell'archivio multimediale di Wikimedia Commons, un sito che accetta solo file multimediali disponibili con licenza libera, di pubblico dominio o altrimenti con diritto d'autore ineleggibile. Sul sito le fotografie vennero taggate con licenza di pubblico dominio, sul presupposto che erano state create da un animale, e non dall'uomo. Il fotografo Slater chiese allora alla Wikimedia Foundation, proprietaria di Wikimedia Commons, di pagare per mantenere le fotografie o di rimuoverle dal sito, rivendicando il copyright sulle fotografie stesse. La richiesta venne respinta dall'organizzazione, la quale affermava che le fotografie non avessero alcuna proprietà del copyright, dal momento che il creatore delle fotografie era una scimmia. La richiesta di Slater venne rivelata nella relazione sulla trasparenza pubblicata dalla fondazione nell'agosto 2014.
Slater ha riferito alla BBC News di aver subito una perdita finanziaria a causa diffusione delle immagini su Wikimedia Commons, considerando di aver guadagnato 2 000 sterline nel primo anno dopo la prima pubblicazione delle fotografie: invece, dopo il caricamento su Wikipedia, ogni interesse per l'acquisto dell'immagine è andato perduto, causando perciò un danno economico di 10 000 sterline o più, equivalente ad uccidere la propria attività. Intervistato dal Daily Telegraph ha altresì dichiarato che "Quello che non capiscono è che c'è bisogno di un tribunale per decidere a chi appartenga [il copyright]".
Alcuni esperti americani e britannici sulla proprietà intellettuale hanno sostenuto che, poiché il creatore della fotografia è un animale e non una persona, non vi è alcun diritto d'autore sulla fotografia, indipendentemente da chi possieda le attrezzature fotografiche utilizzate per lo scatto. Tuttavia, altri giuristi britannici hanno sostenuto che, in base alla legge britannica sulle opere create al computer, si poteva discutere sul fatto che il fotografo avesse davvero i diritti d'autore sulla fotografia contestata, perché lo stesso era il proprietario della fotocamera digitale e, presumibilmente, l'aveva predisposta allo scatto. Allo stesso modo, analizzando l'angolo dell'inquadratura, l'impostazione dell'apparecchiatura per la produzione di una foto con specifici effetti di luce e ombra, l'impostazione dell'esposizione oppure dei filtri o altre impostazioni speciali utilizzate, luce e tutti gli altri settaggi necessari per realizzare la ripresa, in aggiunta al fatto che la scimmia aveva contribuito solo a premere il pulsante, sembrava aver credito l'ipotesi che il diritto d'autore, in base alla legge del Regno Unito, appartenesse al fotografo in quanto primo proprietario. Inoltre, la giurisprudenza europea (fra tutti, si veda la sentenza sul caso Infopaq International A/S contro Danske Dagblades Forening) mette in chiaro che la selezione delle fotografie sarebbe sufficiente a giustificare l'originalità dell'opera, se tale processo riflettesse la personalità del fotografo.
Il 22 dicembre 2014 l'Ufficio per il diritto d'autore degli Stati Uniti ha chiarito la sua prassi, affermando esplicitamente che le opere create da non-umani non sono soggette al diritto d'autore, includendo nell'elenco degli esempi una "fotografia scattata da una scimmia" e un "affresco dipinto da un elefante".
Nel mese di gennaio 2016, Slater ha dichiarato la sua intenzione di citare in giudizio Wikipedia per violazione del copyright delle sue opere.

## Wikimania 2014

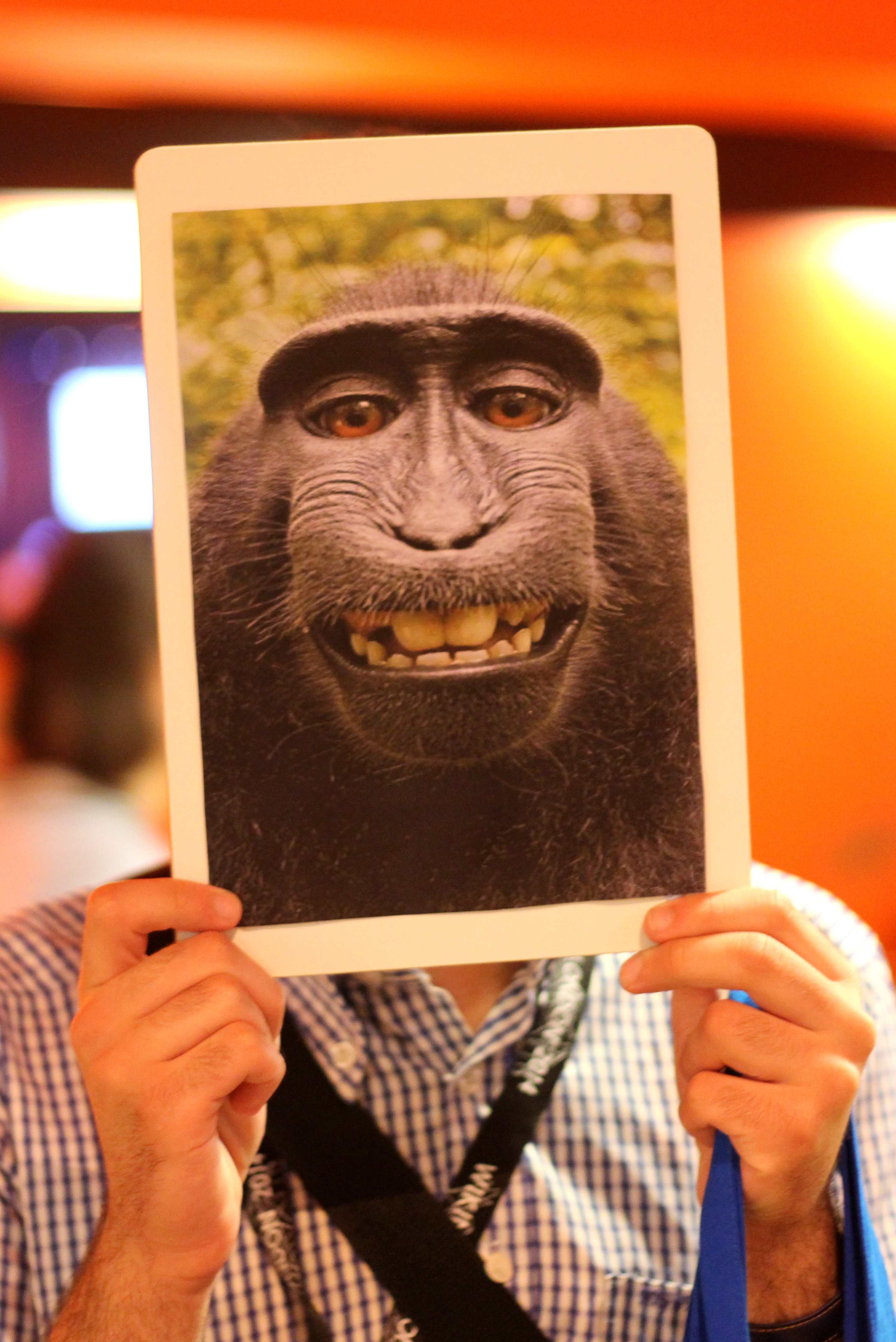
"Autoscatto con l'autoscatto del macaco" (Wikimania 2014)

L'autoscatto con l'autoscatto del macaco è stato il tema dell'evento Wikimania 2014 presso il Barbican Centre di Londra. I partecipanti alla conferenza, tra cui il co-fondatore di Wikipedia e membro del consiglio della Wikimedia Foundation, Jimmy Wales, hanno realizzato degli autoscatti con copie stampate della fotografia del macaco. Le reazioni a questi selfie e alle immagini prestampate della scimmia sono stati differenti, e alcuni utenti su Twitter e Wikipedia hanno criticato l'azione di Wales giudicandola come "esultanza priva di tatto".

## Vicende giudiziarie
Il 22 settembre 2015, l'organizzazione People for the Ethical Treatment of Animals (PETA) ha presentato una causa presso il Distretto settentrionale della California della Corte Distrettuale degli Stati Uniti, al fine di chiedere l'assegnazione del copyright alla scimmia e l'amministrazione del diritto d'autore alla PETA medesima, il cui ricavato derivante dalla vendita delle foto sarebbe andato a beneficio della scimmia e di altri macachi crestati della riserva naturale di Sulawesi. Nel mese di novembre, l'avvocato per Blurb, un imputato nel caso, ha evidenziato che PETA potrebbe averlo citato in giudizio per conto della scimmia sbagliata.
Nel corso di un'audizione nel gennaio 2016, il giudice distrettuale William Orrick ha affermato che la legge sul copyright non estende la sua protezione anche agli animali: il giudice Orrick ha quindi ufficialmente respinto il ricorso il 28 gennaio 2016.

### Ricorso in appello
Il 20 marzo successivo, la PETA ha presentato un ricorso d'appello presso la Nona Corte d'Appello.
Dopo aver dichiarato bancarotta e di non essere in grado nemmeno di poter pagare il proprio avvocato nel settembre 2017 il fotografo David Slater (proprietario della macchina fotografica) ha raggiunto un accordo con la PETA in merito al copyright, secondo cui Slater avrebbe dovuto devolvere il 25% dei suoi guadagni per la protezione della specie Macaca nigra. Tuttavia la corte di appello ha rifiutato di dichiarare cessata la materia da contendere e il 23 aprile 2018 ha confermato che gli animali non possono detenere diritti di copyright. La Corte ha ravvisato che la propria decisione poteva essere rivista nell'ipotesi di audizione en banc (udienza ristretta con un solo giudice) alla luce del caso Cetacean Community v. Bush, un precedente del 2004 presso sempre la Nona Corte d'Appello. Il 25 maggio un giudice della Nona Corte ha accettato di esaminare l'istanza di audizione en banc, ma il 31 agosto l'ha  rigettata, rifiutando di rivedere il caso.